# Clandestino (album de Lartiste)
Pour les articles homonymes, voir Clandestino.
Albums de Lartiste
Maestro
(2015) Grandestino
(2018)
Singles
1. Clandestina
Sortie : 2016
2. Soleil
Sortie : 2016
3. Liaisons dangereuses
Sortie : 2016
4. Bye Bye Baby
Sortie : 2016
5. Chocolat
Sortie : 2016

Clandestino est le quatrième album studio du rappeur Lartiste sorti en 2016. Il comprend notamment le succès Chocolat feat. Awa Imani. L'album est certifié disque de platine en France.

## Pistes
| No  | Titre                                                     | Durée |
| --- | --------------------------------------------------------- | ----- |
| 1.  | Intro                                                     | 2:37  |
| 2.  | Joker                                                     | 3:31  |
| 3.  | Soleil                                                    | 2:50  |
| 4.  | Dark Vador                                                | 3:35  |
| 5.  | Le Gouffre                                                | 3:43  |
| 6.  | Le Moral (featuring Kazmi)                                | 3:48  |
| 7.  | Chocolat (featuring Awa Imani)                            | 3:55  |
| 8.  | Clandestina                                               | 3:56  |
| 9.  | Bye Bye Baby                                              | 2:47  |
| 10. | Liaisons Dangereuses                                      | 3:50  |
| 11. | Tony Montana                                              | 2:47  |
| 12. | Gonzales (featuring 7liwa)                                | 4:09  |
| 13. | Echec et M.A.T (featuring Kamelenouvo & Gianni)           | 3:36  |
| 14. | Subito                                                    | 3:40  |
| 15. | Lifat Mat                                                 | 3:05  |
| 16. | Chauffeur Capable (featuring 7Liwa, The Wind & Laguardia) | 3:25  |
| 17. | Vue du ciel                                               | 3:13  |

## Classements
| Classement (2016-2017)       | Meilleure position |
| ---------------------------- | ------------------ |
| Belgique (Wallonie Ultratop) | 59                 |
| France (SNEP)                | 24                 |

## Certifications
| Région | Certification | Ventes/Streams |
| --- | ------------- | -------------- |
| France (SNEP) | Platine       | 100 000‡       |
| *Ventes selon la certification ^Mise en rayon selon la certification xNon précisé par la certification ‡ventes/streaming selon la certification |               |                |